# سجلة

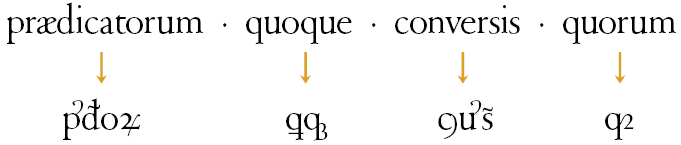
علامات اختصار كلمات praedicatorum وquoque وconversis وquorum.

السِّجْلة (بالرومية: Sigla) هي علامات اختصار كتابي استعملها قدماء كتبة اللغة الرومية.